# Umaru Yar'Adua
Umaru Musa Yar'Adua (Katsina (Nigèria), 16 d'agost de 1951 - Abuja (Nigèria, 5 de maig de 2010) fou un polític nigerià. Fou governador de l'Estat de Katsina, al nord del país, de 1999 a 2007. Candidat del Partit Democràtic del Poble, va ser declarat guanyador de les eleccions del 21 d'abril de 2007, que van resultar molt controvertides, i accedí a la Presidència de Nigèria el 29 de maig. El 2009 va viatjar a Aràbia Saudita per tractar-se d'una pericarditis que patia, i va tornar a Nigèria el 2010, on va morir el 5 de maig com a president.

## Presidència
La victòria d'Umaru Yar'Adua, polític local i sense carisma, es va deure en gran part al suport del president Olusegun Obasanjo que li va aportar el suport de polítics influents. En l'elecció presidencial, els nigerians van elegir com a president Yar'Adua i el seu company de cartell, el governador de l'estat de Bayelsa, Goodluck Jonathan com a vicepresident. La majoria dels observadors creuen que l'elecció d'Umaru Yar'Adua suposava l'arribada al poder d'un grup extremadament corrupte, fins i tot per als estàndards africans. Aquests fortes crítiques dels observadors no va impedir als països occidentals de reconèixer la victòria de Yar'Adua.

## Malaltia i mort
De 23 novembre de 2009 a 23 febrer 2010, va estar absent del país per rebre tractament mèdic a l'Aràbia Saudita i no va reprendre les seves funcions al seu retorn, estant probablement molt malament de salut. Inicialment no havia designat president al seu vicepresident, però quan l'estada a l'Aràbia Saudita es va allargar el Parlament, en una decisió de dubtosa constitucionalitat, va portar al vicepresident a la presidència. Al retorn de Yar'Adua, el president en funcions (el vicepresident Goodluck Jonathan) va seguir exercint la presidència (10 de febrer del 2010).
Yar'Adua va morir a Nigèria el 5 de maig de 2010, a l'edat de 58 anys, a conseqüència de la malaltia cardíaca llarga que l'havia mantingut allunyat de la vida política des de feia més de sis meses. Va ser enterrat l'endemà en l'estat de Katsina, al Nord, d'on era natural. Goodluck Jonathan va declarar set dies de dol nacional i oficialment el va succeir el 6 de maig, després d'haver prestat jurament.